# Paul de Kakerdaja

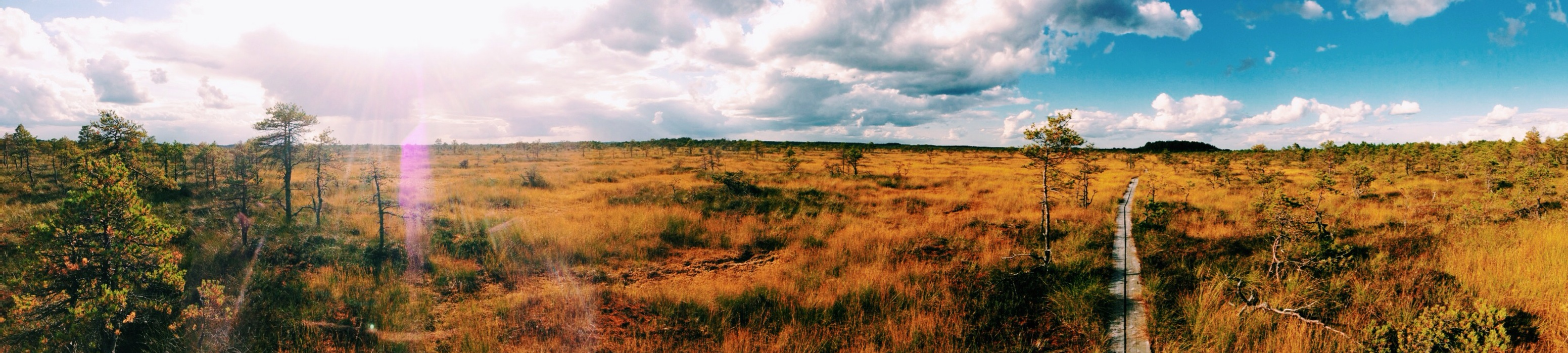
Paul de Kakerdaja

O Paul de Kakerdaja é um paul no condado de Järva, na Estónia. Este paul faz parte do Pantanal de Epu-Kakerdi (em estoniano:  Epu-Kakerdi soostik).
A área do paul é de cerca de 1000 hectares.

## Galleria

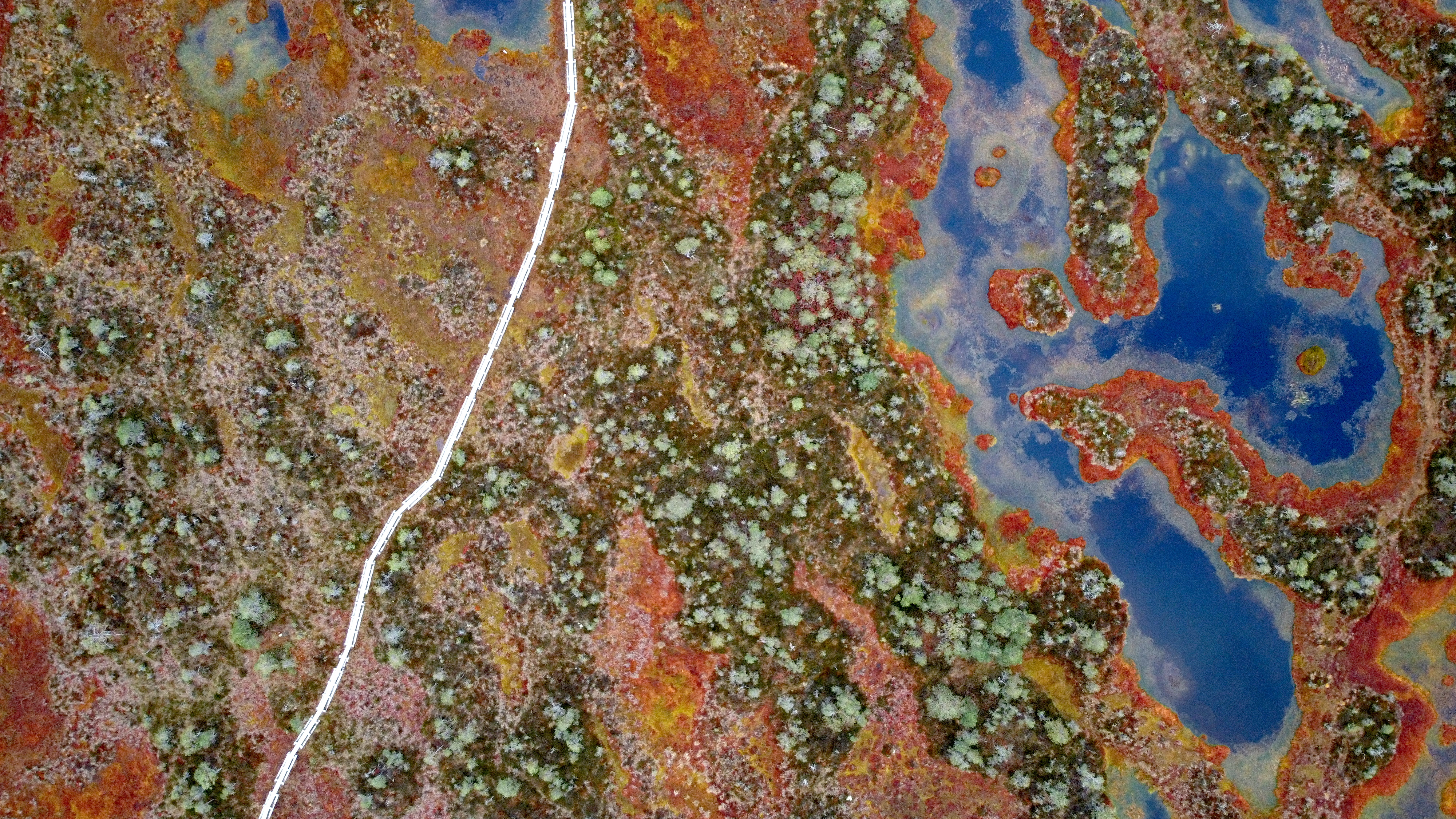
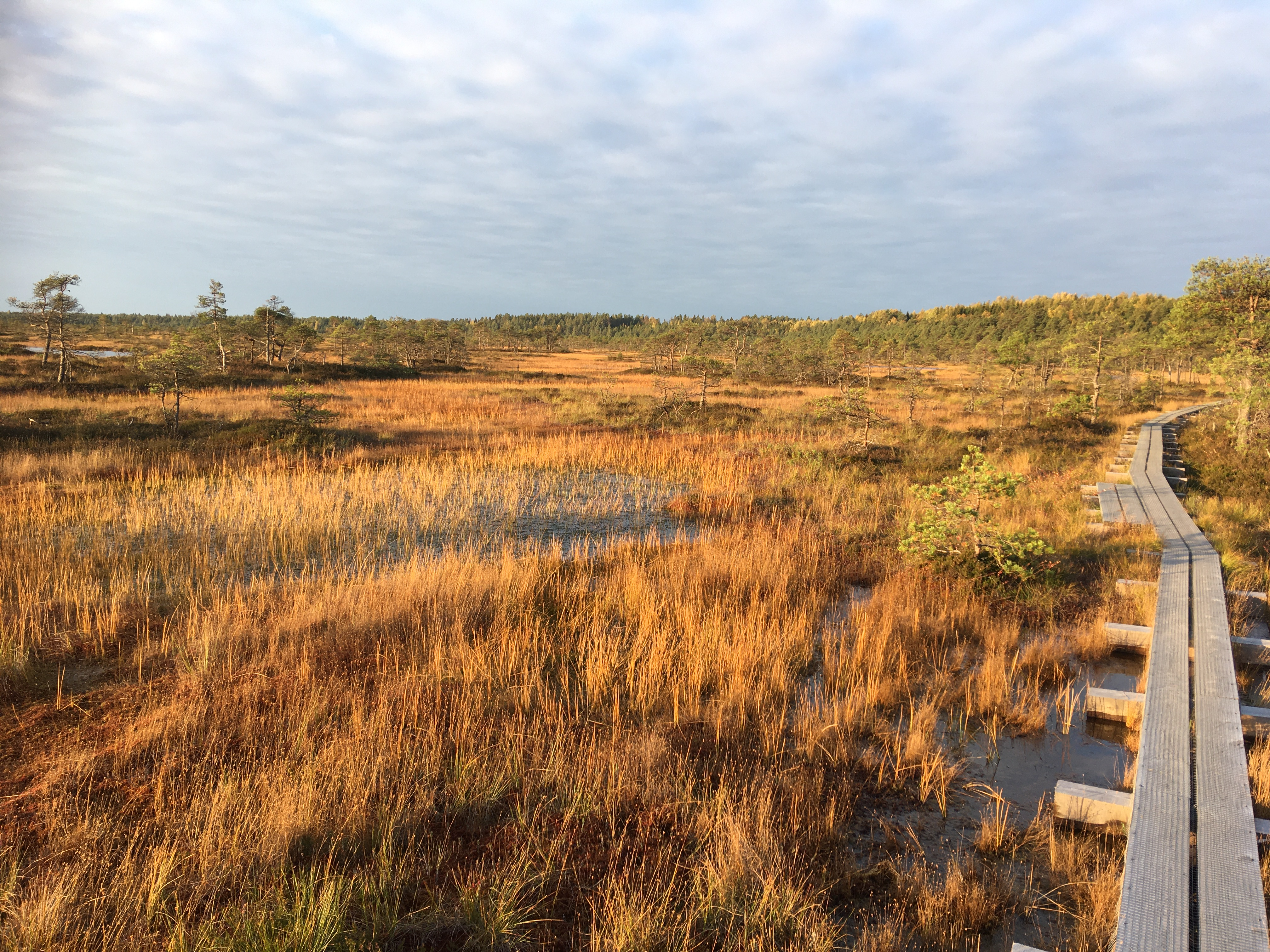
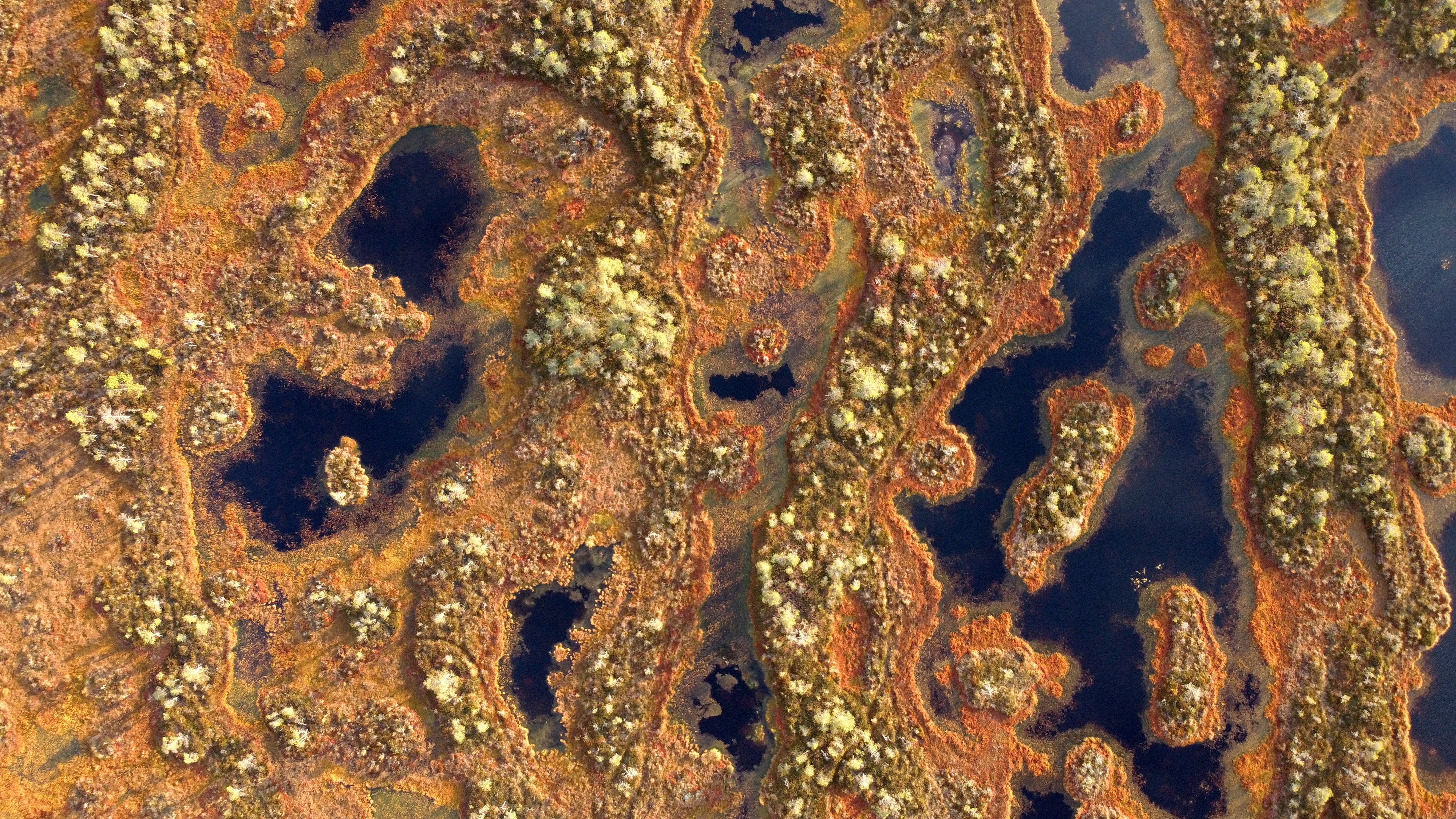
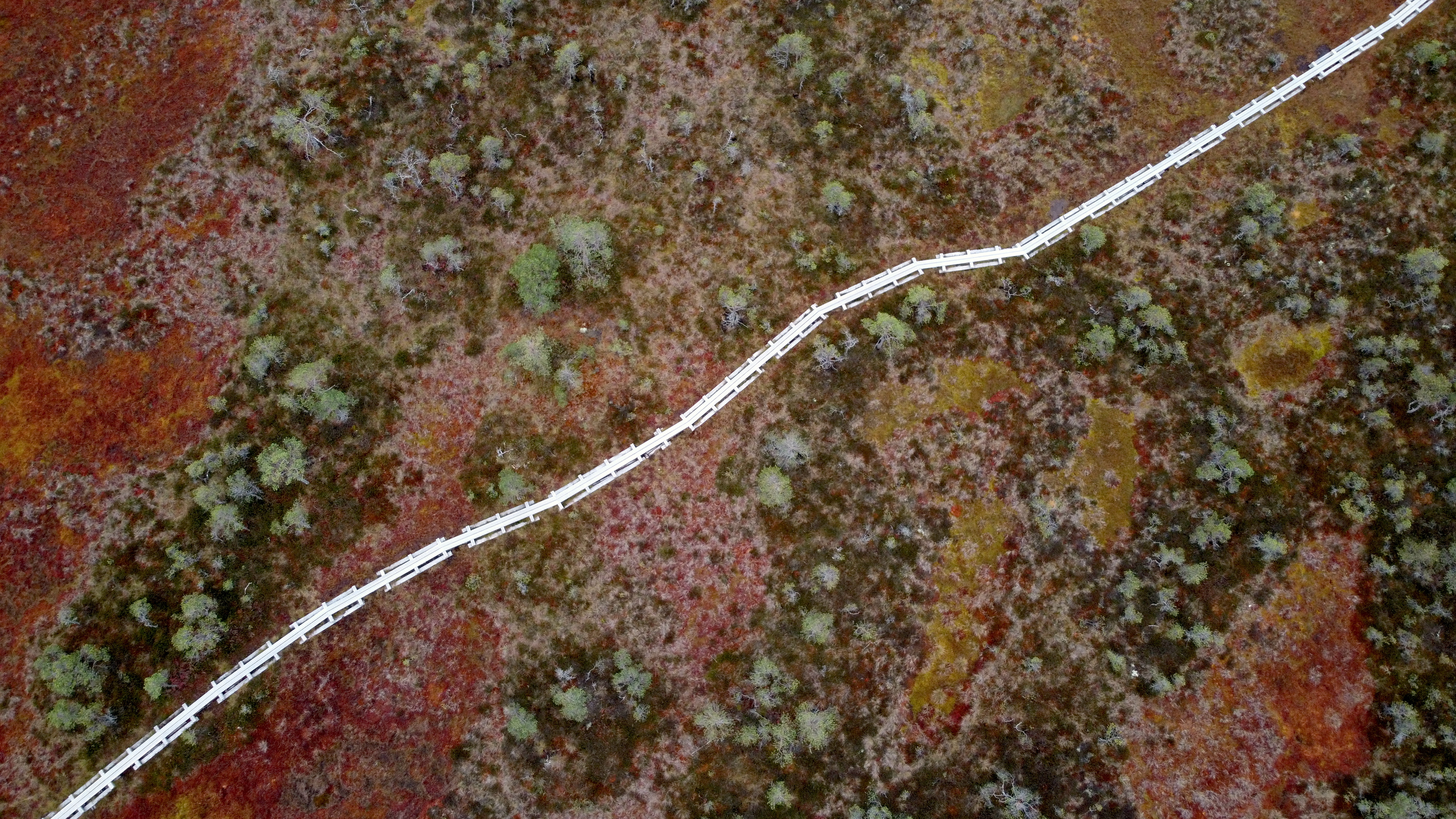
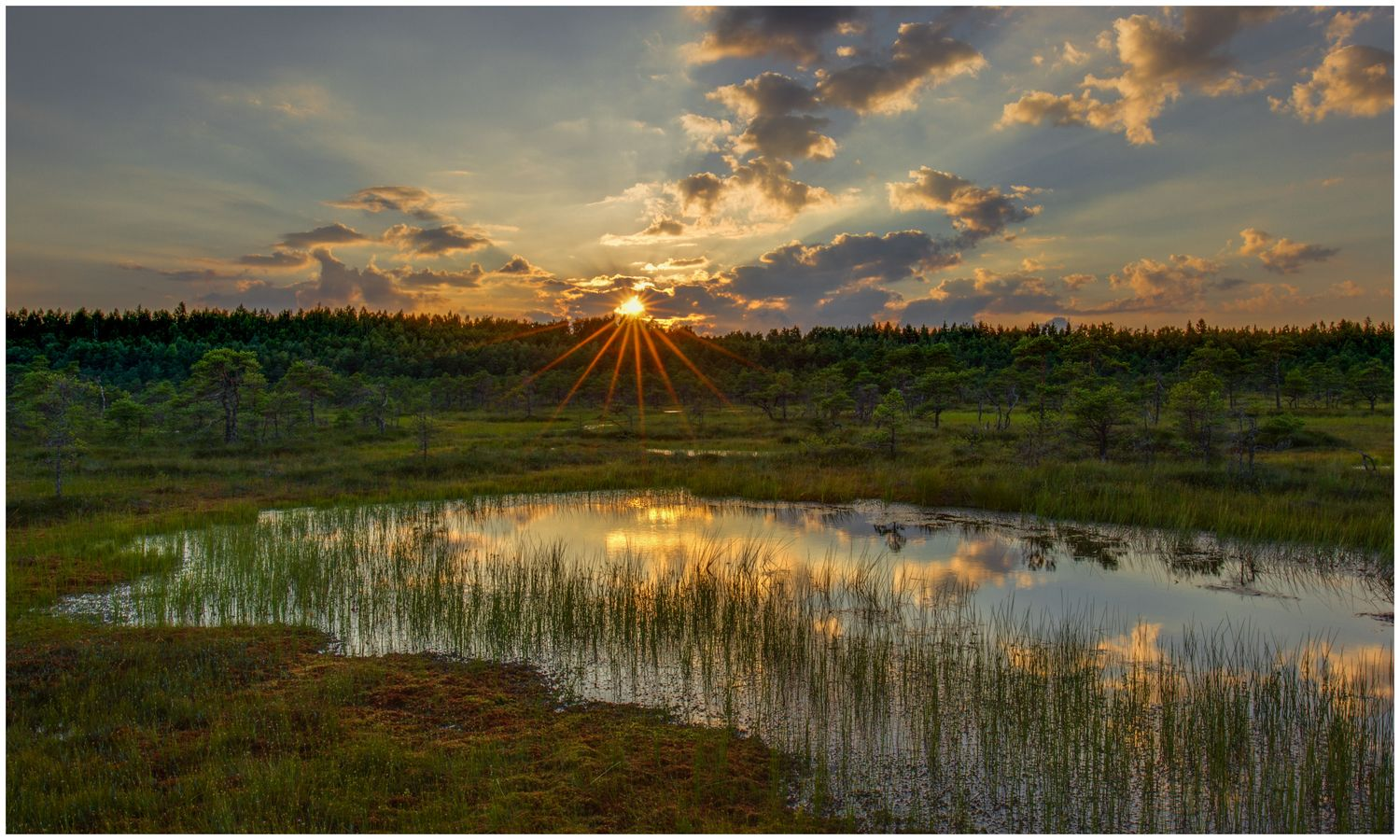
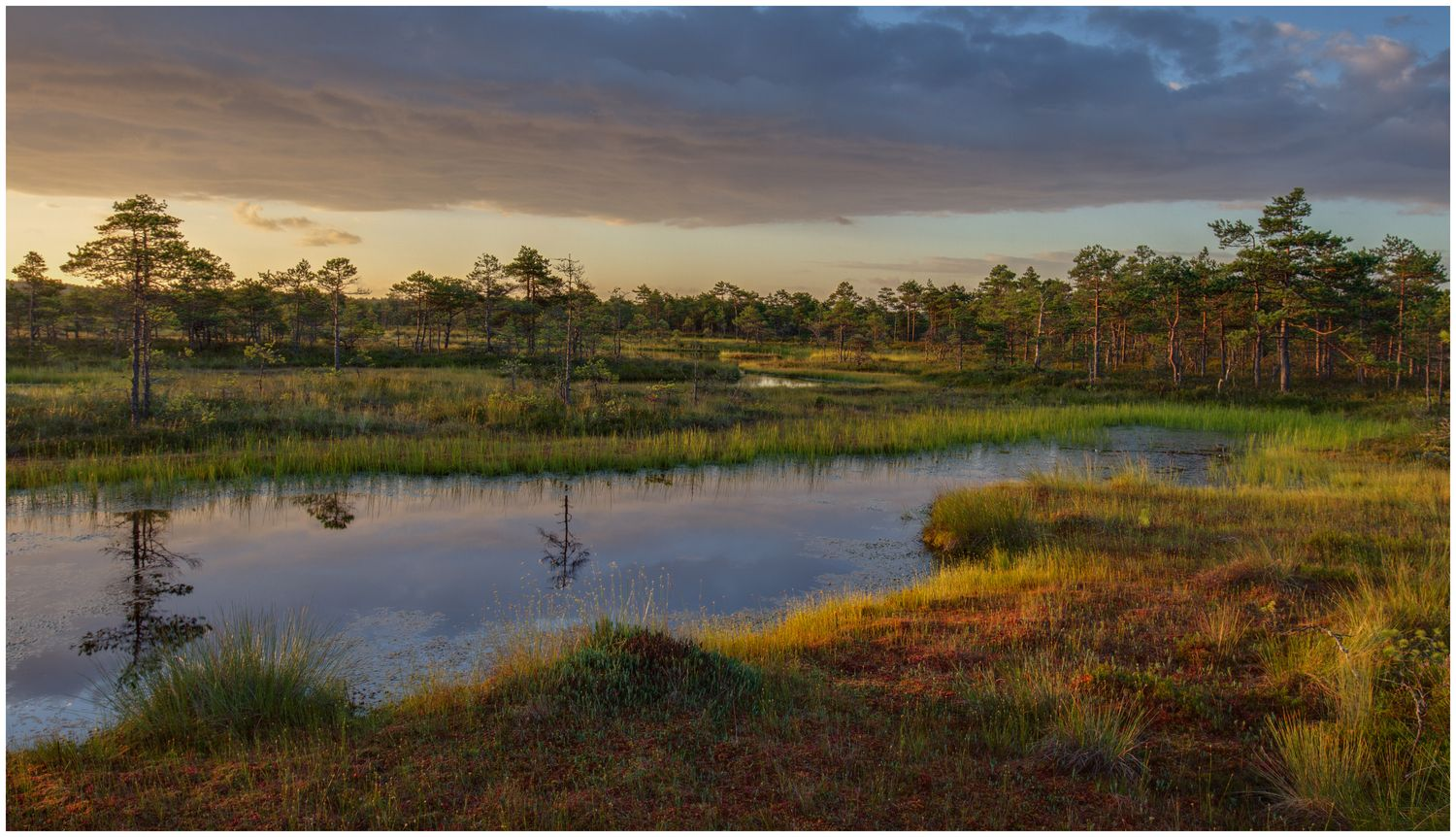
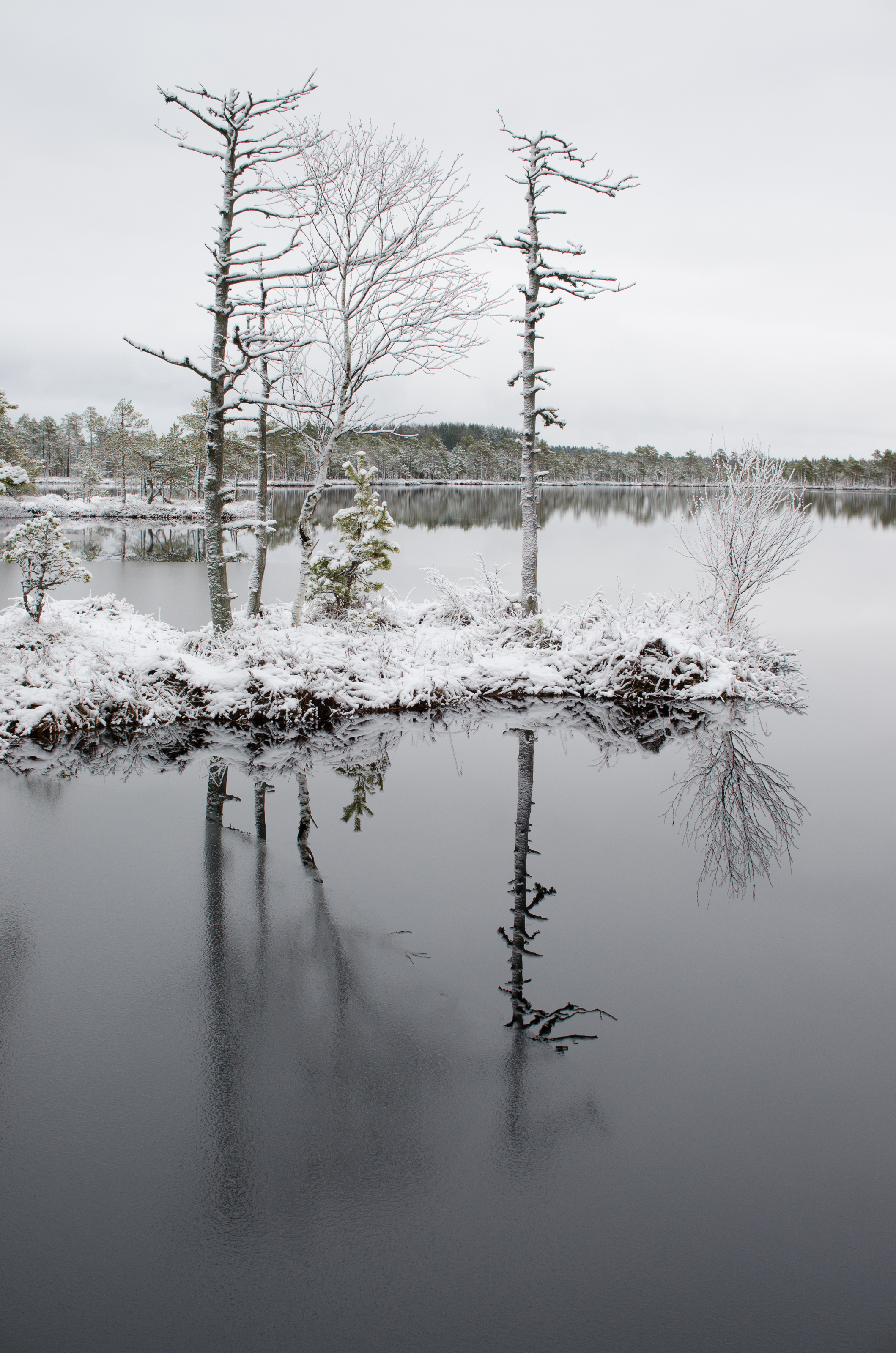